# Marco Abate
Marco Abate (* 29. August 1962 in Mailand) ist ein italienischer Mathematiker.
Abate studierte an der Universität Pisa mit dem Laurea-Abschluss 1985 und absolvierte nach Aufenthalt an der University of Southern California und der University of California, Berkeley ein Aufbaustudium an der Scuola Normale Superiore in Pisa mit dem Diplom 1988 bei Edoardo Vesentini (Iteration Theory of Holomorphic Maps on Taut Manifolds).  Danach lehrte er in der Ingenieurs-Fakultät der Universität Ancona, an der Universität Tor Vergata in Rom und war ab 2001 Professor für Geometrie an der Universität Pisa.
Er befasst sich mit Differentialgeometrie (u. a. Finsler-Räume), Dynamischen Systemen, Teichmüller-Theorie und holomorpher Dynamik.
Er war unter anderem Gastwissenschaftler in Berkeley, am IMPA in Rio, in Kyoto und am Mittag-Leffler-Institut.
1989 erhielt er den Bartolozzi-Preis.
Er betätigt sich auch als Comic-Texter (Lazarus Ledd Reihe) und bemüht sich, Mathematik über Comics zu verbreiten.

## Schriften
- An introduction to hyperbolic dynamical systems. I.E.P.I. Pisa, 2001
- mit  G. Patrizio: Finsler Metrics - A Global Approach, Lecture Notes in Mathematics 1591, Springer, Berlin, 1994.
- Iteration theory of holomorphic maps on taut manifolds. Mediterranean Press, Cosenza, 1989.
- Matematica e Statistica. McGraw-Hill Libri Italia, Milano, 2009.
- Herausgeber: Perché Nobel? Springer Italia, Milano, 2008 (Leistungen von Nobelpreisträgern der vorhergegangenen Jahre, aus einer Seminarreihe in Pisa)
- mit F. Tovena: Curve e superfici. Springer Italia, Milano, 2006
  - Englische Übersetzung: Curves and Surfaces, Springer 2011.
- mit C. de Fabritiis: Geometria analitica con elementi di algebra lineare. McGraw-Hill Libri Italia, Milano, 2006.
- Algebra lineare. McGraw-Hill Libri Italia, Milano, 2000.
- mit C. de Fabritiis: Esercizi di Geometria. McGraw-Hill Libri Italia, Milano, 1999.
- Geometria. McGraw-Hill Libri Italia, Milano, 1996.
- mit F. Tovena: Geometria Differenziale, Springer Italia 2011